# Kurt Arnold
Kurt Karl Franz Arnold (* 28. April 1905 in Berlin; † 16. Dezember 1960 ebenda) war ein deutscher Politiker (SPD).
Kurt Arnolds Vater starb bereits 1914, sodass seine Mutter alleine die vier Kinder großziehen musste. Kurt Arnold machte eine Ausbildung als Technischer Zeichner und trat 1922 der SPD bei. Er besuchte zunächst die Gauß-Schule und belegte später Kurse an der Deutschen Hochschule für Politik. Nach entsprechenden Staatsprüfungen wurde er Amtsleiter im Bezirk Prenzlauer Berg. Nach der „Machtergreifung“ der Nationalsozialisten wurde Arnold 1933 „aus politischen Gründen“ entlassen und arbeitete wieder als Technischer Zeichner.
Nach dem Zweiten Weltkrieg arbeitete Arnold zunächst im Bezirksamt Lichtenberg, wurde aber ein Jahr später von der Bezirksverordnetenversammlung im Bezirk Steglitz zum Bezirksrat für Sozialwesen gewählt. Bei der Berliner Wahl 1950 wurde er in das Abgeordnetenhaus von Berlin gewählt, schied aber im Juni 1951 wieder aus, da er weiterhin Bezirksstadtrat war. Auch bei der folgenden Wahl 1954 schied Arnold nach zwei Monaten wieder aus. Er starb im Amt als Sozialstadtrat nach schwerer Krankheit. Sein Nachfolger als Stadtrat wurde daraufhin Otto Sperling.
Zu seinen Ehren wurde das Seniorenwohnhaus „Kurt Arnold“ in der Mudrastraße in Berlin-Lankwitz benannt.